# Campeonato Sudamericano de Remo
El Campeonato Sudamericano de Remo es una competición sudamericana del deporte de remo que es organizada por la Confederación Sudamericana de Remo (CSAR). Actualmente se realiza cada año.

## Ediciones
| N.º     | Año  | Sede           | País      | Campeón   |
| ------- | ---- | -------------- | --------- | --------- |
| I       | 1931 | Montevideo     | Uruguay   | Brasil    |
| II      | 1935 | Río de Janeiro | Brasil    | Brasil    |
| III     | 1940 | Buenos Aires   | Argentina | Argentina |
| IV      | 1945 | Río de Janeiro | Brasil    | Argentina |
| V       | 1948 | Montevideo     | Uruguay   | Argentina |
| VI      | 1952 | Valdivia       | Chile     | Argentina |
| VII     | 1954 | Río de Janeiro | Brasil    | Brasil    |
| VIII    | 1956 | Callao         | Perú      | Argentina |
| IX      | 1958 | Buenos Aires   | Argentina | Argentina |
| X       | 1960 | Montevideo     | Uruguay   | Argentina |
| XI      | 1962 | Buenos Aires   | Argentina | Argentina |
| XII     | 1964 | Río de Janeiro | Brasil    | Argentina |
| XIII    | 1965 | Río de Janeiro | Brasil    | Argentina |
| XIV     | 1968 | Callao         | Perú      | Argentina |
| XV      | 1970 | Concepción     | Chile     | Argentina |
| XVI     | 1972 | Montevideo     | Uruguay   | Argentina |
| XVII    | 1974 | Buenos Aires   | Argentina | Argentina |
| XVIII   | 1976 | Río de Janeiro | Brasil    | Brasil    |
| XIX     | 1978 | Valdivia       | Chile     | Brasil    |
| XX      | 1982 | Buenos Aires   | Argentina | Brasil    |
| XXI     | 1984 | Río de Janeiro | Brasil    | Brasil    |
| XXII    | 1986 | Concepción     | Chile     | Brasil    |
| XXIII   | 1988 | Buenos Aires   | Argentina | Brasil    |
| XXIV    | 1990 | Buenos Aires   | Argentina | Argentina |
| XXV     | 1992 | Sao Paulo      | Brasil    | Argentina |
| XXVI    | 1994 | Concepción     | Chile     | Argentina |
| XXVII   | 1996 | Callao         | Perú      | Brasil    |
| XXVIII  | 1998 |                |           | Argentina |
| XXIX    | 2000 | Buenos Aires   | Argentina | Brasil    |
| XXX     | 2001 | Callao         | Perú      | Brasil    |
| XXXI    | 2005 | Valparaíso     | Chile     | Brasil    |
| XXXII   | 2006 | Buenos Aires   | Argentina | Brasil    |
| XXXIII  | 2008 | Viña del Mar   | Chile     | Brasil    |
| XXXIV   | 2009 | Tigre          | Argentina | Argentina |
| XXXV    | 2010 | Concepción     | Chile     | Chile     |
| XXXVI   | 2011 | Buenos Aires   | Argentina | Argentina |
| XXXVII  | 2012 | Valparaíso     | Chile     | Argentina |
| XXXVIII | 2013 | Río de Janeiro | Brasil    | Argentina |
| XXXIX   | 2015 | Huacho         | Perú      | Perú      |
| XL      | 2017 | Brasilia       | Brasil    | Argentina |
| XLI     | 2021 | Asunción       | Paraguay  | Chile     |
| XLII    | 2024 | Río de Janeiro | Brasil    | Chile     |
| XLIII   | 2025 | Asunción       | Paraguay  | Chile     |

## Títulos
- Argentina 22 Títulos
- Brasil 15 Títulos
- Chile 4 Título
- Perú 1 Título